# The Doobie Brothers
The Doobie Brothers sind eine US-amerikanische Rockband. Sie haben über 40 Millionen Alben verkauft.

## Geschichte
The Doobie Brothers wurden 1969 von Tom Johnston, John Hartman, Skip Spence (ex-Moby Grape) und Gregg Murph in Süd-Kalifornien unter dem Bandnamen Pud gegründet.
Gregg Murph verließ bald die Band, als Ersatz kam Dave Shogren. 1970 kam noch Patrick Simmons dazu. Doobie ist eine Slangbezeichnung für einen Zwei-Blatt-Joint. Angeblich fiel bei einer gemütlichen Kiffer-Runde irgendwann der Satz: „Now we’re all doobie brothers“, prompt wurde die Band umbenannt – in The Doobie Brothers.
Ende 1970 bekam der Produzent Ted Templeman ein Demo in die Hände und bald bekam die Band einen Vertrag bei Warner Brothers. Anfang 1971 wurde ihre erste LP Doobie Brothers veröffentlicht, die allerdings kein Erfolg wurde. Die Titel präsentierten einen Country/Rhythm-and-Blues-Rock, der auf Gitarrenrhythmen im Stile der San Francisco-Bands wie Quicksilver Messenger Service aufgebaut war.
1972 verließ Dave Shogren die Gruppe wieder, für ihn kam als Ersatz der Bassist Tiran Porter. Außerdem wurde Michael Hossack als zweiter Schlagzeuger engagiert, was bis dahin nur Grateful Dead und die Allman Brothers getan hatten. Das 72er Album Toulouse Street verkaufte sich dank eingängiger Melodien und betont rockender Rhythmen durch die Singlehits Listen to the Music und Jesus is just alright sehr gut. Das Nachfolgealbum The Captain and Me enthielt mit Long Train Runnin’ den ersten Top-Ten-Hit sowie den Nr.-15-Hit China Grove. Das Album erreichte Platz 7, hielt sich über ein Jahr in den Billboard Charts und verkaufte sich über 2 Millionen Mal. Trotz des Erfolges stieg Michael Hossack Ende 1973 aus, der dann durch Keith Knudsen ersetzt wurde, weil man die Besetzung mit einem zweiten Schlagzeuger beibehalten wollte.
1974 veröffentlichten die Doobie Brothers das Album What Were Once Vices Are Now Habits, auf dem erstmals der Gitarrist Jeff „Skunk“ Baxter (vormals bei Steely Dan) mitwirkte, der auch im gleichen Jahr ein festes Mitglied wurde. Die erste Singleauskopplung Another Park, Another Sunday erreichte gerade die Top 40 und konnte somit nicht an den Erfolg der Vorgänger anknüpfen. Dafür erfreute sich die B-Seite der Single, der von Patrick Simmons geschriebene Bluegrass-Titel Black Water, wachsender Beliebtheit. Der Song erreichte im Frühjahr 1975 die Spitze der Charts und verkaufte sich 1 Million Mal. Mit dem 1975er Album Stampede konnten die Doobies ihren Erfolgskurs weiter halten. Sehr erfolgreich war die Single Take Me in Your Arms, ein früherer Motown-Klassiker. Tom Johnston schied zeitweilig aus gesundheitlichen Gründen aus und wurde durch den Sänger und Keyboarder Michael McDonald, der bereits mit Jeff Baxter bei Steely Dan mitgewirkt hatte, ersetzt. Für das Album Takin’ It to the Streets (1976) steuerte McDonald die Hälfte der Songs bei und nahm auch starken Einfluss auf den Stil, der nun deutlich mehr Soul- und Jazzelemente aufwies und keyboardlastiger wurde. Sehr erfolgreich waren die Singles Takin’ It to the Streets sowie It Keeps You Running. Das Album erreichte Platin.
Das eher jazzbetonte 77er Album Livin’ on the Fault Line wurde von der Kritik als „unoriginell“ bezeichnet, erreichte aber dennoch die Top 10 und erhielt Goldstatus. Ende 1977 stieg Tom Johnston endgültig aus, da für seinen eher rockbetonten Stil kein Platz mehr in der Band schien.
Im November 1978 veröffentlichten die Doobies das Album Minute by Minute. Damit erreichte die Band erstmals Platz 1 der US-amerikanischen Albumcharts und damit den Höhepunkt ihrer Karriere. Es hielt sich fünf Wochen an der Spitze und brachte der Band dank der Nr. 1-Single What a Fool Believes 1979 zwei Grammys ein. Mit Minute by Minute und Depending On You folgten zwei weitere Singlehits. Auf dem Gipfel ihres Erfolges drohte die Gruppe aber auseinanderzubrechen. Jeff Baxter und John Hartman stiegen aus und wurden durch Cornelius Bumpus (Saxophon), Chet McCracken (Perkussion, Schlagzeug) und John McFee (Gitarre, ex-Clover) ersetzt.
Im Herbst 1980 konnten die Doobies mit One Step Closer ihre Erfolgsserie fortsetzen. Das Album löste bei den Fans Begeisterung, bei den Kritikern jedoch eher Langeweile aus. 1981 erschien eine Promosingle mit dem Titel Can’t Let It Get Away für einen Coca-Cola-Werbespot, die nur für den japanischen Markt bestimmt war. 1982 trennten sich die Doobie Brothers, da Michael McDonald sich für eine Solokarriere entschieden hatte. 1983 erschien noch das Doppel-Livealbum Farewell Tour, das die Abschiedstournee der Band dokumentierte.
1987 kam es zu einer Reunion der Doobie Brothers mit Johnston, Simmons, Hartman, Hossack, Porter und Bobby LaKind. Das 1989er Comeback-Album Cycles blieb nicht weit hinter den alten Verkaufszahlen zurück und enthielt mit der Single The Doctor wieder einen Top-10-Hit. Aufgrund des Erfolges veröffentlichten sie 1991 das Album Brotherhood. Der Versuch sich vom gewohnten Westcoast-Rock zu entfernen missglückte aber und das Album floppte. Im März 1991 stieß McDonald wieder zu den Doobie Brothers. Am 24. Dezember 1992 starb LaKind an einem Gehirntumor.
1993 tourte die Band in der Besetzung Johnston, Simmons, Hossack, Knudsen, McFee durch die USA. Im Dezember schaffte es ein Remix von Long Train Runnin’ (Original auf The Captain and Me, 1973) in die britischen Top 10 der Singlecharts. Eine Überarbeitung von Listen to the Music erschien im Mai 1994. Einen Monat später tourten die Doobies mit Foreigner durch die USA und kamen auch nach Europa. 1995 tourten sie zunächst wieder mit Foreigner und später mit der Steve Miller Band durch das Land. 1996 erschien das Livealbum Rockin' Down the Highway.
Mit dem Album Sibling Rivalry (2000) hatten die Doobies zwar wieder zu ihrem alten Sound gefunden, aber besonders erfolgreich war es nicht.
2002 wurden die Alben Cycles und Brotherhood auf dem Label One Way Records wiederveröffentlicht. Die Remasters enthalten Bonustracks. Auf Cycles von 1989 wurde Anything For Love, zuvor nur auf der Hitsingle The Doctor enthalten, hinzugefügt, sowie der Extended-Remix des zweiten Hits Need a Little Taste of Love. Auf Brotherhood von 1991 finden sich mit All Your Dreaming und Fool You, Crazy Me zwei bislang unveröffentlichte Titel, außerdem als dritter Bonustitel eine akustische Version von Rollin’ On.
2004 starb Cornelius Bumpus an einem Herzinfarkt.
Am 25. Juli 2004 gaben die Doobie Brothers im Wolf Trap National Park ein Livekonzert in folgender Besetzung: Michael Hossack (Schlagzeug, Perkussion), Tom Johnston (Gitarre, Gesang), Keith Knudson (Schlagzeug, Gesang), John McFee (Gitarre, Dobro, Pedal Steel, Slidegitarre, Violine, Gesang), Patrick Simmons (Gitarre, Gesang), Guy Allison (Keyboard, Gesang), Marc Russo (Alt-, Tenor-, Baritonsaxophon), M.B. Gordy (Percussion), Skylark (Bass, Gesang), Marvin McFadden (Trompete), Mick Gillette (Posaune, Trompete). Dieses Konzert wurde in dem Film Doobie Brothers Live at Wolf Trap von Michael Drumm festgehalten.
2005 starb Keith Knudsen an den Folgen seiner Krebserkrankung.
Nach zehn Jahren erschien 2010 mit World Gone Crazy erstmals wieder eine CD mit neuem Material. Neben der normalen CD mit 11 Titeln enthält die Deluxe-Fassung die zwei Bonustracks Little Prayer und New York Dream sowie eine DVD mit einer Dokumentation der 40-jährigen Bandgeschichte. Auf der japanischen Veröffentlichung sind noch zwei weitere Bonustracks: Das Instrumental Delta Devil Dog und das Demo Lie to Me. Das Album erreichte im Oktober 2010 auch die Top 40 der Billboard Charts.
2010 zog sich Michael Hossack aus gesundheitlichen Gründen wieder von der Band zurück. 2012 erlag er seinem Krebsleiden.
Im November 2014 erschien das Album Southbound, eine Neueinspielung ihrer größten Hits mit Stars der Countryrock-Szene. Dabei kam auch Michael McDonald auf den Titeln What a Fool Believes, Takin' It to the Streets und You Belong to Me zum Einsatz. Am 10. Oktober 2021 veröffentlichte die Band ihr Album Liberté.
2022 starben zwei ehemalige Schlagzeuger der Band: zunächst Chester Eugene „Chet“ McCracken (* 20. September 1946; † 11. Februar 2022) und später dann auch John Hartman im Alter von 72 Jahren.

## Diskografie
Studioalben

| Jahr | Titel                               | Höchstplatzierung, Gesamtwochen, AuszeichnungChartplatzierungen (Jahr, Titel, Platzierungen, Wochen, Auszeichnungen, Anmerkungen) | Höchstplatzierung, Gesamtwochen, AuszeichnungChartplatzierungen (Jahr, Titel, Platzierungen, Wochen, Auszeichnungen, Anmerkungen) | Höchstplatzierung, Gesamtwochen, AuszeichnungChartplatzierungen (Jahr, Titel, Platzierungen, Wochen, Auszeichnungen, Anmerkungen) | Höchstplatzierung, Gesamtwochen, AuszeichnungChartplatzierungen (Jahr, Titel, Platzierungen, Wochen, Auszeichnungen, Anmerkungen) | Anmerkungen                                |
| Jahr | Titel                               | DE | CH | UK | US | Anmerkungen                                |
| ---- | ----------------------------------- | --- | --- | --- | --- | ------------------------------------------ |
| 1971 | The Doobie Brothers                 | — | — | — | — | Erstveröffentlichung: 1971                 |
| 1972 | Toulouse Street                     | — | — | — | US21 Platin · (119 Wo.)US | Erstveröffentlichung: Juli 1972            |
| 1973 | The Captain and Me                  | — | — | — | US7 ×2Doppelplatin · (102 Wo.)US                                                                                                  | Erstveröffentlichung: März 1973            |
| 1974 | What Were Once Vices Are Now Habits | — | — | UK19 Silber · (10 Wo.)UK | US4 ×2Doppelplatin · (62 Wo.)US                                                                                                   | Erstveröffentlichung: Februar 1974         |
| 1975 | Stampede                            | — | — | UK14 Silber · (11 Wo.)UK | US4 Gold · (25 Wo.)US | Erstveröffentlichung: April 1975           |
| 1976 | Takin’ It to the Streets            | — | — | UK42 Silber · (2 Wo.)UK | US8 Platin · (44 Wo.)US | Erstveröffentlichung: März 1976            |
| 1977 | Livin’ on the Fault Line            | — | — | UK25 (5 Wo.)UK | US10 Gold · (21 Wo.)US | Erstveröffentlichung: August 1977          |
| 1978 | Minute by Minute                    | — | — | — | US1 ×3Dreifachplatin · (87 Wo.)US                                                                                                 | Erstveröffentlichung: Dezember 1978 Grammy |
| 1980 | One Step Closer                     | — | — | UK53 (2 Wo.)UK | US3 Platin · (28 Wo.)US | Erstveröffentlichung: September 1980       |
| 1989 | Cycles                              | — | — | — | US17 Gold · (20 Wo.)US | Erstveröffentlichung: April 1989           |
| 1991 | Brotherhood                         | — | — | — | US82 (9 Wo.)US | Erstveröffentlichung: April 1991           |
| 1993 | Introducing the Doobie Brothers     | — | — | — | — | Erstveröffentlichung: 1993                 |
| 2000 | Sibling Rivalry                     | — | — | — | — | Erstveröffentlichung: 2000                 |
| 2010 | World Gone Crazy                    | — | — | — | US39 (2 Wo.)US | Erstveröffentlichung: September 2010       |
| 2014 | Southbound                          | — | — | — | US16 (3 Wo.)US | Erstveröffentlichung: November 2014        |
| 2021 | Liberté                             | — | CH42 (1 Wo.)CH | — | — | Erstveröffentlichung: 29. Oktober 2021     |

grau schraffiert: keine Chartdaten aus diesem Jahr verfügbar